# FPTV
O FPTV (sigla de Festival Portuguese Television) é um canal de televisão do Canadá em língua portuguesa
O FPTV transmite uma variedade de programas de produção estrangeira e local direcionados as comunidades lusófonas do Canadá, de Portugal, Brasil, e África Lusófona. A programação inclui desporto, notícias, telenovelas, e mais. A maioria dos programas estrangeiros são de produção da SIC Internacional, uma das mais populares redes privadas de televisão em Portugal.

## História
Em novembro de 2001, Francisco Alvarez ganhou permissão da CTRC para lançar o Festival Portuguese Television, descrito a época como "Um serviço nacional étnico de Categoria 2 de televisão especializada direcionada a comunidade portuguesa, da qual uma significante fonte de programação estrangeira será a SIC International."
O canal foi lançado em 7 de setembro de 2001 pela Rogers Cable em Ontario.